# Blood, Sweat & Tears
Blood, Sweat & Tears – amerykański zespół muzyczny, powstały w Nowym Jorku w 1967 roku. Połączył w swojej twórczości elementy muzyki rockowej i jazzowej w ramach nurtu, który z czasem nazwano fusion lub jazz-rock. Cechą charakterystyczną zespołu (i całego nurtu) było wykorzystanie na dużą skalę instrumentów dętych, co dawało efekt jazzowego big bandu.
Najbardziej płodne były w karierze zespołu lata 1967–1971, kiedy jego pierwsze cztery albumy studyjne zdobyły certyfikat złotej płyty, podobnie jak trzy single z drugiego albumu, który ponadto otrzymał nagrodę Grammy w kategorii: Album roku.

## Historia
W 1967 roku Al Kooper, członek zespołu The Blues Project napisał kilka utworów: „I Can't Quite Her”, „I Love You More Than You'll Ever Know”, „My Days Are Numbered”, „House In The Country” i „House In The Country” planując dodać do ich brzmienia sekcję dętą. Jednak brak zgody ze strony lidera zespołu, gitarzysty Danny’ego Kalba na taki zabieg doprowadził do odejścia Koopera zespołu. W lipcu tego samego roku w trakcie nowojorskich koncertów i pod wpływem podziwu dla lidera zespołu jazzowego Maynarda Fergusona powstał w głowie Koopera pomysł utworzenia elektrycznego zespołu rockowego, który zawierałby w składzie instrumenty dęte i wykorzystywał jazz jako podstawę swojej twórczości. Znalazł trzech muzyków, których przekonał do swojego pomysłu i którzy chcieli z nim współpracować: basistę Jima Fieldera, gitarzystę Blues Project Steve’a Katza i perkusistę Bobby’ego Colomby’ego. Kooper postawił jednak warunek, że to on sam będzie odpowiedzialny za muzykę. Po zaakceptowaniu tego warunku przez muzyków do powstającego zespołu dokooptowano sekcję dętą, którą utworzyli: saksofonista Fred Lipsius, trębacze i flugelhorniści Randy Brecker i Jerry Weiss oraz puzonista Dick Halligan. Nowa grupa podpisała kontrakt z Columbia Records otrzymując nazwę Blood, Sweat & Tears którą wymyślił Kooper w trakcie koncertu w nowojorskim klubie Cafe au Go Go, gdy po skaleczeniu dłoni klawiatura organowa pokryła się krwią. 

### Child Is Father to the Man
W lutym 1968 roku zespół wydał swój debiutancki album, Child Is Father to the Man. Stanowił on mieszankę folkowo-bluesowo-rockowych pomysłów Ala Koopera z czasów jego obecności w The Blues Project z elementami muzyki klasycznej, jazzu i muzyki pop. 2 grudnia 1969 roku wydawnictwo zdobyło w Stanach Zjednoczonych certyfikat złotej płyty za 0.5 miliona sprzedanych egzemplarzy.
W zespole pojawiły się jednak nieporozumienia dotyczące repertuaru, które przerodziły się w wątpliwości co do zdolności Koopera jako głównego wokalisty, doprowadzając wkrótce do rozłamu. Kooper odszedł już w marcu, a w jego ślady poszedł Brecker. Colomby i Katz natomiast postanowili uratować zespół przed ostatecznym rozpadem zmieniając jego skład. Mieli w swych działaniach poparcie Clive’a Davisa, prezesa Columbia Records, który stwierdził, iż pomysły muzyczne zespołu nadal mu się podobają. Mając to na uwadze muzycy rozpoczęli poszukiwania nowych członków. Głównym wokalistą został Kanadyjczyk, David Clayton-Thomas, a kolejnymi członkami: Lew Soloff, Chuck Winfield i Jerry Hyman.

### Blood, Sweat & Tears
Drugi album zespołu, zatytułowany jego nazwą, został wydany 11 listopada 1968 roku. Od strony muzycznej wykazywał pewne podobieństwo do swego poprzednika będąc muzyczną mieszanką elementów klasycznych, jazzowych i rockowych, nadal występowało współdziałanie między sekcją dętą a instrumentami klawiszowymi. Nawet Kooper był wciąż obecny, choć tym razem jako aranżer dwóch utworów, zwłaszcza „You've Made Me So Very Happy”. 1 lutego 1969 roku album doszedł do 1. miejsca na liście Billboard 200 tygodnika Billboard, a 10 kwietnia zdobył w Stanach Zjednoczonych certyfikat złotej płyty. Ten sam certyfikat (za 0.5 miliona sprzedanych egzemplarzy) zdobyły również trzy pochodzące z albumu single: „You've Made Me So Very Happy” (12 czerwca 1969), „Spinning Wheel” (23 lipca 1969) i „And When I Die” (14 stycznia 1970). W 1970 roku album zdobył nagrodę Grammy w kategorii: Album roku. Jednocześnie utwór „Variations On A Theme By Erik Satie” zdobył nagrodę w kategorii: Best Contemporary Instrumental Performance.
18 sierpnia 1969 roku zespół wystąpił na festiwalu w Woodstock.

### Blood, Sweat & Tears 3
Wiosną 1970 grupa zaangażowała się politycznie i zdecydowała się odbyć propagandowe tournée po wschodniej Europie, sponsorowane przez Departament Stanu USA. Występowała wówczas również w Warszawie. W czasach powszechnej krytyki rządu amerykańskiego ze strony hipisów i innych ruchów undergroundowych, decyzja reprezentowania rządu przez grupę rockową została przyjęta bardzo źle przez społeczeństwo amerykańskie i odbiła się negatywnie na dalszych losach zespołu. Dodatkowo, grupa była krytykowana w prasie rockowej, która uważała, że Blood, Sweat & Tears to albo pretensjonalna grupa popowa, która parała się riffami rockowymi, albo zespół jazzowy próbujący udawać zespół rockowy. Wątpliwości tych nie rozwiała decyzja grupy o występie w kasynie w Las Vegas, która zirytowała nawet szefa Columbia Records.
W czerwcu zespół wydał swój trzeci album studyjny, Blood, Sweat & Tears 3. Na albumie uwagę zwracały utwory autorstwa od innych twórców, takie jak: „Hi-De-Ho” Gerry’ego Goffina i Carole King, „He's a Runner” L. Nyro, „Fire And Rain” Jamesa Taylora, czy „40,000 Headmen” Traffic. Własnym utworem zespołu był przebój „Lucretia Mac Evil” Davida Claytona-Thomasa. 8 lipca, wzorem swego poprzednika, zdobył w Stanach Zjednoczonych certyfikat złotej płyty, a 18 lipca doszedł do 1. miejsca na liście Billboard 200.

### B, S & T; 4
W czerwcu 1971 roku wydany został czwarty album studyjny zespołu, B, S & T; 4. W odróżnieniu od poprzednich albumów zespołu, które opierały się w dużej mierze na piosenkach napisanych przez innych autorów, na tym znalazły się utwory napisane przez jego członków. Wokalista David Clayton-Thomas napisał piosenkę „Go Down Gamblin'”, a wspólnie z Dickiem Halliganem – kolejną, „Lisa, Listen To Me”. Pojawił się również były lider zespołu, Al Kooper wnosząc swój wkład w utwór „John the Baptist (Holy John)”. Steve Katz napisał „Valentine's Day“ i „For My Lady“, a Fred Lipsius „A Look to My Heart“10 lipca album doszedł do 10. miejsca na liście Billboard 200, a 5 sierpnia zdobył w Stanach Zjednoczonych certyfikat złotej płyty.

### Lata późniejsze
Konflikty personalne doprowadziły do rozbicia grupy na dwie frakcje: rockową i jazzową, podczas gdy David Clayton-Thomas rozpoczął karierę solową, powracając jednak do grupy w połowie lat 70. W ciągu długiego okresu istnienia grupy grali w niej tacy muzycy, jak: Jaco Pastorius, Steve Khan, Mike Stern czy Don Alias.
Chociaż zespół istnieje do dziś (2024), nie odegrał już nigdy takiej roli jak w ciągu krótkiego okresu późnych lat 60.

## Dyskografia
- Child Is Father to the Man (1968)
- Blood, Sweat & Tears (1968)
- Blood, Sweat & Tears 3 (1970)
- B, S & T; 4 (1971)
- Greatest Hits (1972)
- New Blood (1972)
- No Sweat (1973)
- Mirror Image (1974)
- New City (1975)
- In Concert (1976)
- More Than Ever (1976)
- Brand New Day (1977)
- Nuclear Blues (1980)
- The Challenge (1984)
- Latin Fire (1985)
- Midnight Concert
- Live and Improvised (1991) – nagrane w (1975).
- Live (1994)